# Sveti Kuzam
Sveti Kuzam (italienska: San Cosimo) är ett lokalnämndsområde och stadsdel i Rijeka i Kroatien. Lokalnämndsområdet är uppkallat efter helgonet Sankt Kosmas (på kroatiska Sveti Kuzam) och är Rijekas sydöstligaste stadsdel. Med 240 invånare år 2011 är Sveti Kuzam Rijekas minst befolkande stadsdel.  

## Geografi
Sveti Kuzam gränsar till lokalnämndsområdet Draga i nordväst. I sydväst gränsar stadsdelen till Kostrenas kommun och i sydöst till Bakars kommun.

## Byggnader (urval)
- Sankt Kosmas och Damianus kyrka – på platsen för dagens kyrka fanns tidigare ett kapell som finns omnämnt i äldre krönikor. År 1080 uppfördes en kyrka tillägnad Kosmas och Damianus på platsen.[3][4] Den äldre kyrkan revs år 1735 och en ny uppfördes.[3] Kyrkans nuvarande utseende härrör från 1800-talet.[3]
- Allmoge-cisternen (Pučka šterna[4]) – en äldre central cistern som förr användes av allmogen.
- Minnesparken – en park med ett minnesmärke över de tretton lokalbor som den 26 juni 1942[4] avrättades av italienska fascister.[5]